# إيجل يوهانسن
إيجل يوهانسن (بالنرويجية البوكمول: Egil Johansen)‏ هو لاعب كرة قدم نرويجي في مركز الوسط، ولد في 30 أبريل 1962 في أوسلو في النرويج. شارك مع منتخب النرويج تحت 21 سنة لكرة القدم ومنتخب النرويج لكرة القدم. أما مع النوادي، فقد لعب مع بيفيرين ونادي فوليرينغا.

## وصلات خارجية
- إيجل يوهانسن على موقع اتحاد النرويج (النرويجية)
- إيجل يوهانسن على موقع قاعدة بيانات كرة القدم.إي يو (الإنجليزية)
- إيجل يوهانسن على موقع ناشيونال فوتبول تيمز (الإنجليزية)
- إيجل يوهانسن على موقع أوليمبيديا (الإنجليزية)